# Сакамура, Кэн
Кэн Сакамура (родился 25 июля 1951 года в Токио , Япония), по состоянию на Апрель 2017 г. — японский профессор и декан факультета информационных сетей для инноваций и дизайна в Университете Тойо , Япония. Он бывший профессор информатики в Токийском университете (до марта 2017 г.). Он является создателем операционной системы реального времени архитектуры TRON.
В 2001 году он разделил премию Такеда за социальное / экономическое благополучие с Ричардом Столлманом и Линусом Торвальдсом .

## Карьера
С 2006 г. Сакамура возглавляет лабораторию вездесущих сетей (UNL), расположенную в Готанде (Токио), и форум T-Engine по бытовой электронике. Совместная цель спецификации вездесущих сетей, разработанной Сакамурой и форумом T-Engine, - дать возможность любому устройству повседневного использования передавать и принимать информацию. По сути, это вариант TRON, сопряженный с конкурирующим стандартом радиочастотной идентификации (RFID).
С момента основания форума T-Engine Сакамура работает над тем, чтобы открыть японские технологии миру. Его предыдущее детище, универсальная RTOS TRON, используемая в японской бытовой электронике, была мало распространена в других странах. Сакамура подписал соглашения с китайскими и корейскими университетами о совместной работе над созданием вездесущих сетей. Он также сотрудничал с французским производителем программных компонентов NexWave Solutions, Inc. Он является членом внешнего совета директоров японской компании Nippon Telegraph and Telephone (NTT).

## Ubiquitous Communicator
Ubiquitous Communicator (UC) - это мобильное вычислительное устройство, разработанное компанией Sakamura для использования в повсеместных вычислениях. 15 сентября 2004 г. компания YRP-UNL объявила в Японии о начале производства новой модели после создания пяти прототипов в течение трех лет. Модель была использована в пробных испытаниях примерно в конце 2004 года. Новая модель весом около 196 г содержит новые функции: RFID-считыватель, совместимый с ucode, двухмегапиксельная камера с зарядовой связью (CCD), дополнительная камера с разрешением 300 000 пикселей для видеотелефонии, поддержка беспроводных сетевых технологий Bluetooth, Wi-Fi и IrDA, функция VoIP-телефонии, слоты для карт памяти SD и mini-SD, аутентификация по отпечатку пальца и сопроцессор шифрования в качестве опций. Ожидается, что он будет продаваться по цене ¥300 000 ен, что составляет 2700 долларов США.

## Достижения
В мае 2015 года Сакамура получил престижную награду ITU150 от Международного союза электросвязи (ITU), наряду с Биллом Гейтсом, Робертом Э. Каном, Томасом Вигандом, Марком И. Кривошеевым и Мартином Купером. Ниже приводится цитата, предоставленная ITU:

... Сегодня операционные системы реального времени, основанные на спецификации TRON, используются для управления двигателями автомобилей, мобильных телефонов, цифровых фотоаппаратов и многих других устройств и считаются одними из самых популярных операционных систем для встраиваемых компьютеров во всем мире. Результаты исследований и разработок в рамках проекта TRON полезны для повсеместных вычислений. Например, UNL присоединилась к усилиям по стандартизации в ITU-T и помогла подготовить ряд рекомендаций, в том числе H.642 "Доступ к мультимедийной информации, инициируемый идентификацией на основе меток". Идея серии H.642 основана на де-факто разработанном UNL стандарте "ucode" для связи в эпоху Интернета вещей... За свои достижения Сакамура был удостоен многих наград: Премия Такеда, медаль с пурпурной лентой правительства Японии, премия Окава, премия премьер-министра, премия Японской академии. Он является членом и золотым ядром IEEE Computer Society.

## Внешние ссылки
- Биография
- ITU150 Награды
- YRP-UNL release a ubiquitous-computing device  (яп.)